# Przychód krańcowy
Przychód krańcowy (ang. marginal revenue, skr. MR) – dodatkowy przychód, jaki może przynieść sprzedaż dodatkowej jednostki produktu.
Formalnie przychód krańcowy {\displaystyle MR} to pochodna przychodu całkowitego {\displaystyle TR} względem ilości {\displaystyle Q} sprzedanego produktu,
{\displaystyle MR={\frac {dTR}{dQ}}.}
Ponieważ przychód całkowity {\displaystyle TR} to iloczyn ilości {\displaystyle Q} sprzedanego produktu do jego ceny {\displaystyle P(Q)} (zależnej od sprzedanej ilości),
{\displaystyle TR=P(Q)\cdot Q,}
to przychód krańcowy {\displaystyle MR} na mocy reguły łańcuchowej wyraża się wzorem
{\displaystyle MR={\frac {d(P(Q)\cdot Q)}{dQ}}={\frac {dP(Q)}{dQ}}\cdot Q+P(Q)\cdot {\frac {dQ}{dQ}}=P(Q)+Q\cdot {\frac {dP(Q)}{dQ}}.}